# Маргиева, Марина Сослановна
Мари́на Сосла́новна Марги́ева (род. 28 июня 1986, Владикавказ, Северная Осетия, СССР) — молдавская метательница молота. Экс-рекордсменка своей страны. Финалистка Чемпионатов Европы. Участница Чемпионатов мира и Олимпийских игр 2008 и 2012 года. Сестра другой известной молдавской метательница молота Залины Маргиевой и Сергея Маргиева.
Во время Олимпиады в Лондоне в крови Маргиевой и дискоболки Натальи Артык был найден запрещённый препарат станозолол, стимулирующий рост мышечной массы. Спортсменки были отстранены от соревнований. После окончания соревнований Маргиева сообщила, что не принимала запрещённых препаратов и готова оспорить свою дисквалификацию.